# Melinaea eratosthenes
Melinaea eratosthenes är en fjärilsart som beskrevs av Hall 1935. Melinaea eratosthenes ingår i släktet Melinaea och familjen praktfjärilar. Inga underarter finns listade i Catalogue of Life.